# Miroslav Středa
Miroslav Středa (18. května 1945 Náchod – 30. října 2021) byl český divadelní a filmový herec a dabér.

## Životopis
Vyučil se seřizovačem textilních strojů a pracoval v továrně. Jeden z mistrů, zanícený divadelník, ho přivedl do ochotnického souboru. Pod vlivem instruktora amatérského herectví při Osvětovém domě v Náchodě se přihlásil ke studiu herectví na Janáčkově akademii múzických umění v Brně, kam byl přijat a kterou absolvoval v roce 1968. Jednu sezónu působil v Divadle Petra Bezruče v Ostravě (1968 až 1969), dalších deset let ve Státním divadle v Brně (1969 až 1979). Potom přešel do Činoherního klubu v Praze. Hereckou kariéru zakončil na konci roku 2014 v Městském divadle v Mostě.
Kromě divadelních rolí je rozsáhlá jeho filmografie, která čítá sice desítky titulů pro film i televizi, ale uplatnil se především ve vedlejších až epizodních rolích, např. ve filmu Buldoci a třešně, nebo v seriálech Sanitka a Synové a dcery Jakuba skláře. Další výraznou aktivitou bylo pole dabingu. Jeho hlas zazněl z řady známých filmů i seriálů, např. Kojak nebo Columbo. Neméně významná byla také jeho práce pro rozhlas.
Miroslav Středa byl dlouhá léta i aktivním pilotem. Byl členem Aeroklubu Hronov a dlouholetým plachtařem, který se pravidelně účastnil plachtařských soutěží a sletů Plachtařského oldtimer klubu se svým historickým kluzákem Orličan VT-116 Orlík II OK-4314.[nenalezeno v uvedeném zdroji]
Miroslav Středa zemřel 30. října 2021 po dlouhé těžké nemoci.

## Televize
- 1971 Legenda o živých mrtvých (TV seriál 1971) – role: Standa (1. díl: Osudné rozhodnutí, 2. díl: Štvanice, 3. díl: Zámecká past)
- 1975 Slovácko sa nesúdí (TV seriál 1975 1. řada, 1984 2. řada) – role: Jura Mrňús (4. díl 1. řady: Hody, 8. díl 2. řady: Medvěd)
- 1976 Muž, který nesmí zemřít (TV seriál 1976)[5] – role: Olda
- 1982 Doktor z vejminku (TV seriál 1982) – role: ing. Ruda Poupě (1. díl: Boty, 2. díl: Důchod)
- 1984 Sanitka (TV seriál 1984) – role: automechanik (6. díl)
- 1985 Synové a dcery Jakuba skláře (TV seriál 1985) – role: Lojzík (2. díl Huťmistr)
- 1987 Případy kapitána Bábovky (TV seriál 1987) – role: podporučík Marek
- 1988 Malé dějiny jedné rodiny (TV seriál 1988) – role: prodavač kaprů (17. díl Němá tvář)
- 1988 Druhý dech  (TV seriál 1988) – role: Jiří Heřmánek (2. díl Seno a stáj, 8. díl Osmistá první kráva)
- 1989 Případ pro zvláštní skupinu (TV seriál 1989) – role: zloděj (1. díl Noční chodec)
- 1994 O zvířatech a lidech (TV seriál 1989) – role: Malota (11.díl Špatné zprávy, 12. díl Výpověď, 13. díl Závod)

## Práce pro rozhlas
- 1991 – Jiří Kratochvil: Uprostřed nocí zpěv – desetidílná četba na pokračování. Pro rozhlas upravil Ludvík Němec, četli Miroslav Středa a Karel Bartoň. Režie Jaromír Ostrý, Československý rozhlas.[6]
- 2002 – Herman Melville: Bílá velryba – patnáctidílná četba na pokračování, překlad: Marie Kornelová a Stanislav Václav Klíma, připravila: Ilona Janská, čte: Miroslav Středa, režie: Vlado Rusko, Český rozhlas.[7]
- 2005 Marco Polo: Milión. O záležitostech Tatarů a východních Indií, čtrnáctidílná četba na pokračování. Četli: Rudolf Pellar, Miroslav Středa, Pavel Soukup a Igor Bareš. Překlad: Miroslava Mattušová, režie: Hana Kofránková